# Jaroslav Hašek
Jaroslav Hašek (Praga, 30 aprile 1883 – Lipnice nad Sázavou, 3 gennaio 1923) è stato uno scrittore, umorista e giornalista ceco.
Divenne universalmente celebre soprattutto grazie al suo romanzo Il buon soldato Sc'vèik, un'infinita collezione di avvenimenti comici legati a un soldato nella prima guerra mondiale. Il romanzo, una feroce satira antimilitarista, pur rimasto incompleto, è stato tradotto in sessanta lingue.
Hašek scrisse inoltre circa 1 500 racconti brevi. Era anche un giornalista dalla vita sregolata e un instancabile burlone. Hašek si prese gioco di tutto e di tutti, compreso se stesso. Non aveva alcun riguardo per lo stile o per le scuole letterarie - considerava la sua opera un lavoro, non un'arte - e scriveva spontaneamente. La sua breve vita ha avuto molti paralleli con un altro praghese suo contemporaneo, lo scrittore boemo di origine ebraica Franz Kafka (1883–1924).

## Vita e opere
Hašek nacque a Praga, in Boemia, allora compresa nell'Impero austro-ungarico, figlio di Josef Hašek, un supplente di matematica delle scuole superiori, e di sua moglie Kateřina. La povertà costrinse la famiglia, con tre bambini - l'altro figlio Bohuslav, di tre anni più giovane di Jaroslav, e la cugina orfana Maria - a traslocare spesso, più di dieci volte durante la sua infanzia. Non conobbe mai una vera casa e questo sradicamento influenzò chiaramente la sua vita di vagabondaggi.
Quando aveva tredici anni, il padre di Hašek morì e sua madre non riuscì ad allevarlo con fermezza. Da adolescente abbandonò gli studi ginnasiali all'età di 15 anni per diventare un commesso di drogheria, ma alla fine riuscì a prendere un diploma in economia e commercio. Lavorò per poco tempo come funzionario alla banca Slavie – analogamente al suo coetaneo praghese Franz Kafka che lavorava in una società di assicurazioni - e anche come commerciante di cani, ma preferì l'emancipata professione di scrittore e giornalista.
Improvvisava a getto continuo racconti per varie riviste, firmandoli anche con pseudonimi. Aveva una grandissima facilità di scrittura, perfino in mezzo al chiasso delle taverne, delle quali era un cliente affezionato. Collaborava con un giornale di destra e contemporaneamente polemizzava duramente con se stesso dalle pagine di un giornale di sinistra.

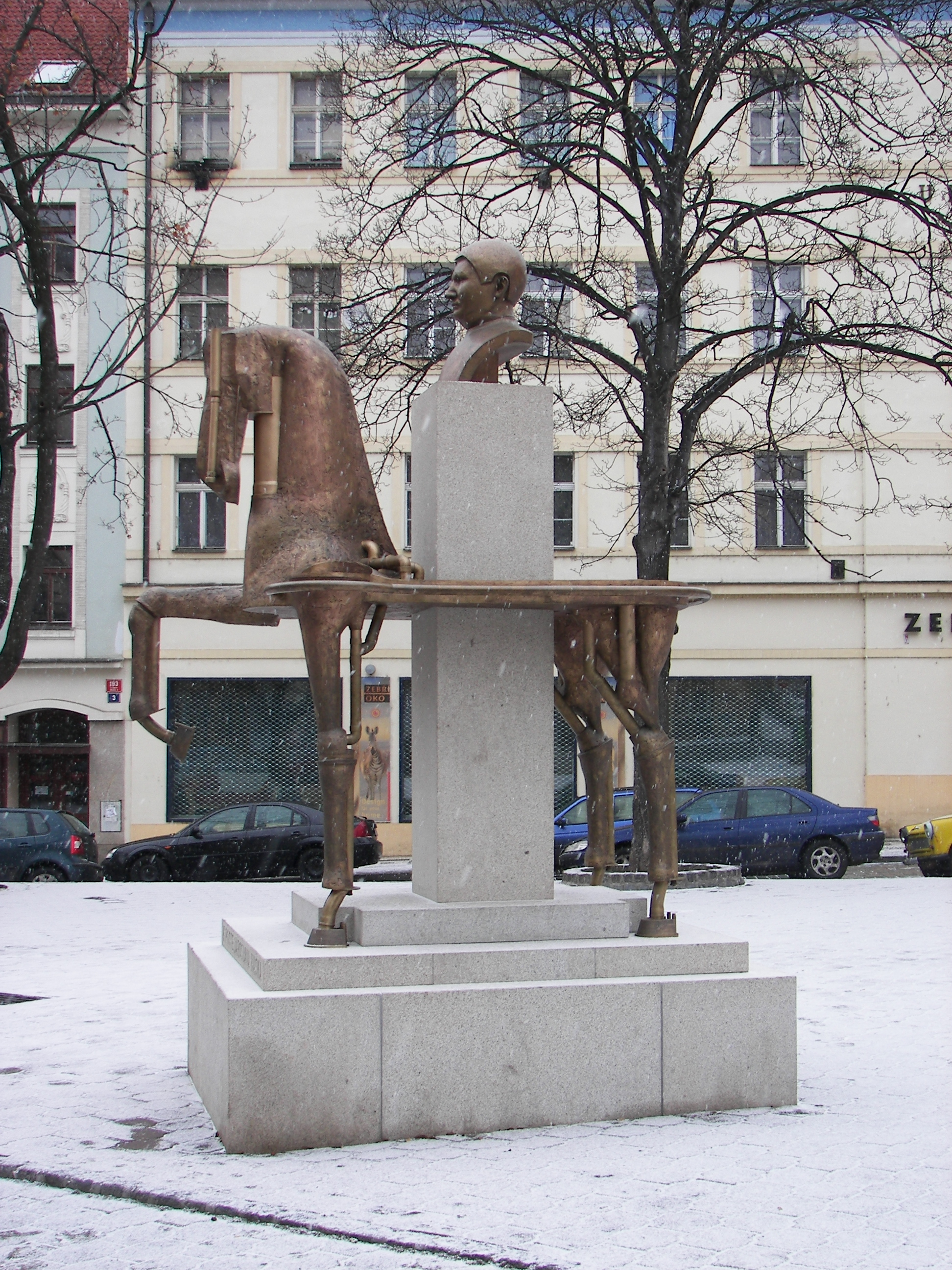
Monumento a Jaroslav Hašek nel suo quartiere di Zizkov a Praga.

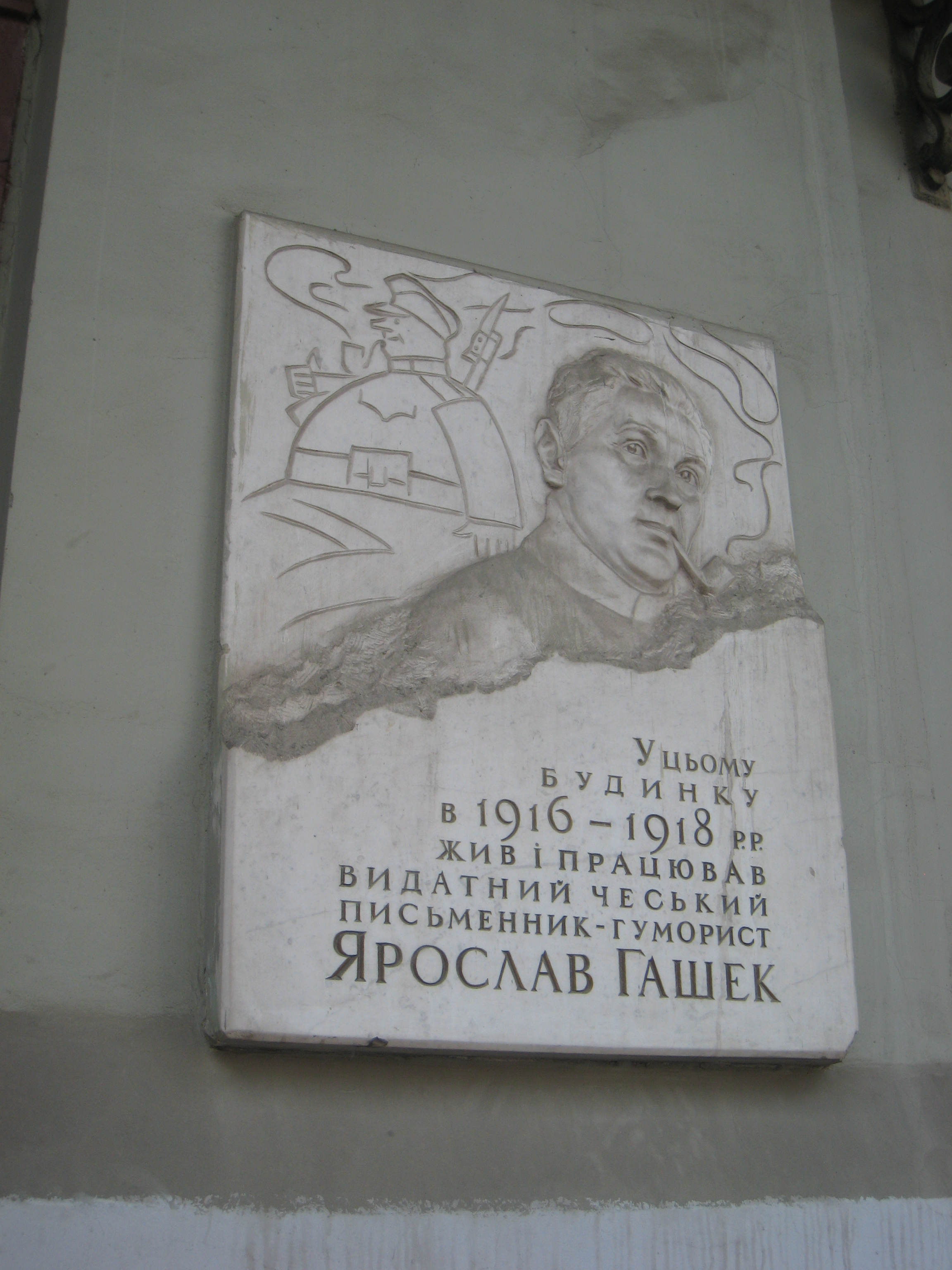
Una lapide ricorda il luogo in cui Jaroslav Hašek visse dal 1916 al 1918, a Kiev.

Nel 1906 si unì al movimento anarchico, avendo già preso parte da studente nel 1897 alle rivolte antitedesche a Praga. Tenne regolari conferenze a gruppi di lavoratori proletari e, nel 1907, divenne il direttore del giornale anarchico Komuna. Essendo un anarchico ben noto alla polizia, i suoi movimenti erano sorvegliati da vicino ed egli stesso venne arrestato e imprigionato con una certa frequenza; i suoi reati comprendevano svariati casi di vandalismo e almeno un caso di aggressione a un funzionario di polizia, che gli valse un mese di prigione.
Assieme a Josef Lada fondò un improbabile dadaistico partito politico, il "Partito del progresso moderato nei limiti della legge", il cui programma prevedeva un assoluto lealismo, dal sapore beffardo: lo schieramento raccolse qualche decina di voti alle elezioni.
Hašek conobbe Jarmila Mayerová nel 1907, di cui si innamorò pazzamente. Tuttavia, a causa della sua condotta e del suo stile di vita, i genitori di lei non lo ritenevano un buon partito per la propria figlia. 
In risposta a ciò, Hašek tentò di allontanarsi dal movimento anarchico e ottenne un lavoro stabile come scrittore. Quando fu arrestato per aver vilipeso una bandiera a Praga, i genitori della Mayerová la trasferirono in campagna, nella speranza che ciò ponesse fine alla loro relazione. Ma se il trasloco non riuscì a troncare il legame, ebbe però successo nel provocare il ritiro definitivo di Hašek dal movimento anarchico e nel farlo concentrare di nuovo sulla scrittura.
Nel 1909 gli furono pubblicati sessantaquattro racconti brevi, più del doppio di qualsiasi anno precedente, e venne anche nominato direttore del giornale Svět zvířat (Il mondo degli animali). Il suo lavoro non durò però a lungo, perché venne licenziato per aver pubblicato articoli assurdi su animali immaginari su cui aveva costruito uno stravagante bestiario, bersagliato da lettere di protesta.
Nel 1910 sposò Jarmila Mayerová in quello che era destinato a dimostrarsi un infelice matrimonio, che durò poco più di tre anni. La Mayerová tornò a vivere con i suoi genitori nel 1913 dopo che egli venne smascherato nel tentativo di simulare la propria morte. Allo scoppio della prima guerra mondiale fu chiamato alle armi nell'esercito. Dalle persone incontrate durante l'esperienza militare trarrà ispirazione per molti dei personaggi dello Švejk. Non combatté a lungo al fronte, poiché venne fatto prigioniero dai russi nel 1915. Ebbe una vita relativamente facile nei campi di concentramento russi, dove i cechi erano spesso trattati con più severità rispetto agli altri prigionieri, giacché venne assegnato al comandante del campo quale segretario. Gli fu consentito di lasciare il campo nel 1916 per entrare nell'appena formata legione cecoslovacca in qualità di scrittore di propaganda.
Dopo la Rivoluzione Russa rimase in Russia come membro del partito bolscevico, e durante questo periodo si risposò con Aleksandra L'vova (sebbene fosse ancora ufficialmente sposato con Jarmila). A Irkutsk dirigeva tre riviste, in tedesco, in ungherese e in burjato-mongolo, e ne stava predisponendo una quarta in cinese.
Alla fine tornò nuovamente a Praga nel 1919 nella speranza di riuscire a finire Il bravo soldato Švejk. Ma, bollato nella città natale come traditore e bigamo, al ritorno in patria scoprì che la sua figura non era affatto gradita, e dovette combattere per trovare un editore per le proprie opere.
Prima della guerra, nel 1912, aveva pubblicato il libro Il bravo soldato Švejk e altre strane storie (Dobrý voják Švejk a jiné podivné historky) nella quale apparve per la prima volta la figura del bravo soldato. Ma fu solamente dopo la guerra che nel suo famoso romanzo il personaggio Švejk divenne un prototipo di sancta simplicitas, un amabile e bonario idiota che scherzava sulla guerra come se si trattasse d'una rissa da taverna.
Con gli anni Hašek si ammalò, divenendo anche quasi obeso. Non scriveva più, ma dettava i capitoli del romanzo dalla sua camera da letto nel villaggio boemo di Lipnice, dove morì inaspettatamente nel 1923, non ancora quarantenne, per via di una tubercolosi contratta durante la guerra.

## Eredità
- Sin dalla sua morte, tutti i racconti brevi di Hašek sono stati raccolti e pubblicati in lingua ceca.
- Per decenni, sino al 2000, si è tenuto a Lipnice un Festival di umorismo e satira "Haškova Lipnice"
- Jaroslav Hašek è anche il nome dato a un collegamento ferroviario EuroCity delle ferrovie ceche České dráhy, che collega Budapest a Praga.

## Opere
- Il buon soldato Sc'vèik. Nelle retrovie. Al fronte, 2 volumi, tradotto da Bruno Meriggi e Renato Poggioli, con illustrazioni originali di Josef Lada, Milano, Feltrinelli, 1971 (1ª ed.)
- Švejk contro l'Italia (Racconti 1904-1923), traduzione e postfazione di Sergio Corduas, Milano, Garzanti grandi libri, 1975 (1ª ed.)
- Compagno Hasek, comandante della città di Bugul'ma, Palermo, Sellerio, 2001.
- Racconti, traduz. e postfaz. di Sergio Corduas, Cronologia di Laura Manzardo, Milano, Mondadori Oscar grandi classici, 2006 (1ª ed.)
- La casa felice - Il praticante Zemla - La pietra della vita - Racconto sul ritratto dell'imperatore Francesco Giuseppe I, Asti, Librarsi-Araba Fenice, 1999.
- Il peccato del parroco Andrea, Milano, Nuova Accademia, 1965, con una nota di A.M. Ripellino.
- Lo sciopero dei malviventi e altri racconti, Roma, Lucarini, 1989 a cura di D. Massimi, con prefaz. di Eduard Goldstücker
- Il mio commercio di cani – il mondo degli animali, Reggio Emilia, Miraviglia editore, 2008
- Storia del partito del progresso moderato nei limiti di legge, Sugaman Via Alba 49 12100 Cuneo, 2012 Traduzione e cura di Sergio Corduas